# John Henry Lake
John Henry Lake   (Staten Island, 27 de juliol de 1877 - segle XX) va ser un ciclista estatunidenc que va prendre part en els Jocs Olímpics d'Estiu de París de 1900. Va guanyar la medalla de bronze en la prova d'esprint, sent sols superat per Georges Taillandier i Fernand Sanz. També va prendre part en la cursa dels 25 quilòmetres, però no la pogué finalitzar.
El 1900 va inventar una màquina que li permetia anar amb la seva bicicleta sobre un suport que, amb l'ajuda d'un company, afilava les pales dels patins.